# Małoniż
Małoniż – wieś w Polsce położona w województwie lubelskim, w powiecie tomaszowskim, w gminie Łaszczów.
Niewielka wieś złożona z jednej ulicy. Dojechać do niej można poprzez Nadolce lub Pukarzów (tu także przez Wożuczyn).
W latach 1975–1998 miejscowość administracyjnie należała do województwa zamojskiego.
Wieś stanowi sołectwo gminy Łaszczów. Według Narodowego Spisu Powszechnego z roku 2011 wieś liczyła 146 mieszkańców.
Wierni Kościoła rzymskokatolickiego należą do parafii Świętych Apostołów Piotra i Pawła w Łaszczowie.

## Historia
Małoniż i sąsiadujący z nim Domaniż to dwie najwcześniej notowane wsie szlacheckie ziemi bełskiej.

Wieś odnotowano w roku 1398 w związku z fundacją kościoła parafialnego w Małoniżu dokonanego przez Andrzeja Morawę i Jaśka z Domaniża – dziś najstarszego kościoła w regionie powstałego z prywatnych fundacji szlacheckich (1397)
W roku 1531 wzmiankowana jako Małonisz.
W wieku XIX Małoniż stanowił wieś w powiecie tomaszowskim, gminie Czerkasy, parafii Łaszczów, oddalony o pół mili od Łaszczowa. Według spisu miast, wsi, osad Królestwa Polskiego z roku 1827 posiadał 26 domów i 216 mieszkańców. W roku 1883 było tu 34 domy i 322 mieszkańców w tym 202 katolików wyznania łacińskiego.Wieś posiadała 396 mórg gruntu.